# Gabriel Zych

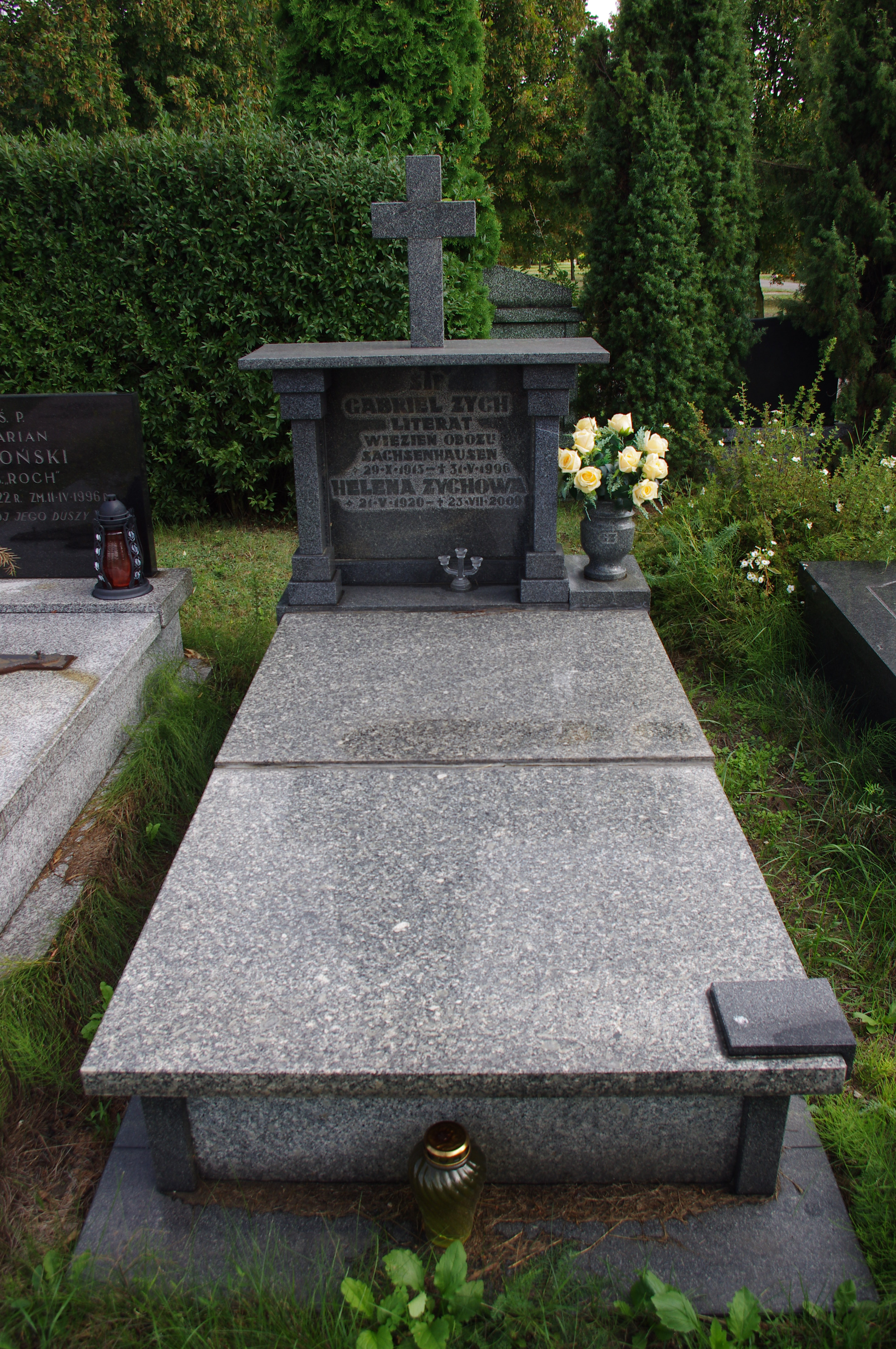
Grób literata Gabriela Zycha na Cmentarzu Komunalnym Północnym

Gabriel Zych (ur. 29 października 1915 w Hadykryńkowcach w Małopolsce Wschodniej, zm. 31 maja 1996) – polski prozaik i eseista.
Ukończył studia na Wydziale Filozofii Uniwersytetu Jagiellońskiego. Studiował też na Wydziale Humanistycznym historię. W 1939 roku brał udział w kampanii wrześniowej. Później był oficerem ZWZ. W latach 1940–1945 był więziony w KL Sachsenhausen. W latach 1945–1948 oraz 195–1955 był oficerem Wojska Polskiego.

## Twórczość wybrana
- Armia Księstwa Warszawskiego 1807-1812
- Generał Jan Henryk Dąbrowski 1755-1818
- Historia 8 Pułku Moździerzy i Samodzielnej Brygady Moździerzy
- Karnawał nad Renem
- Maski pośmiertne
- Mgły nad Loarą
- Oranienburg: Rachunek pamięci
- Pierwszy śnieg
- Pułkownik Jan Michał Dąbrowski 1782-1827
- Raszyn 1809
- Śpiewacy Królowej Jadwigi